# Presídio de Palmela
O Presídio de Palmela localizava-se na margem direita do rio Guaporé, guarnecendo a fronteira, possivelmente no atual município de Costa Marques, no atual estado de Rondônia, no Brasil.

## História
De acordo com SOUSA (1885), trata-se de um Presídio estabelecido ao final do século XVIII por determinação do 4º governador e Capitão-general da Capitania de Mato Grosso, Luís de Albuquerque de Melo Pereira e Cáceres, para defesa da navegação e comércio entre o Mato Grosso e a capitania do Pará (op. cit, p. 139-140). Certamente dotado de fortificação ligeira ou entrincheiramento, outros autores sobre o tema não chegam a referi-lo.